# Geografia stingerii incendiilor
Deoarece lupta împotriva incendiilor are o istorie bogată în întreaga lume, tradițiile în această profesie variază foarte mult de la o țară la alta.

## Austria
Structura din Austria este similară cu cea a Germaniei. Există doar șase servicii de pompieri în carieră în Viena, Graz, Innsbruck, Klagenfurt, Salzburg și Linz. Începând din 2007, aproximativ 4.527 departamente de pompieri voluntari sunt coloana de bază a serviciului de pompieri austriac, se bazau pe aproximativ 320.000 de bărbați și femei pompieri voluntari ca membri activi
Departamentele de pompieri există chiar și în cele mai mici sate austriece, care contribuie la viața comunității, de obicei banii se strâng din organizarea de târguri și alte activități de strângere de fonduri. Departamentele mai mari, orașele de la câteva mii și până la 100.000 de locuitori se bazează în mare măsură pe voluntari, dar în localități sunt obligați să aibă una sau mai multe stații de pompieri care sunt angajați de municipalitate și militarii în termen, care pot opta pentru acest serviciu comunitar obligatoriu în schimb a serviciului militar obligatoriu.

## Finlanda
Pompierii finlandezi sunt organizați în pompieri profesioniști, cu contract de muncă și voluntari. Pompierii profesioniști din Finlanda absolvă una dintre cele două școli de pompieri din Finlanda. Pompierii din brigăzile de pompieri cu contract și voluntare sunt voluntari instruiți.
Există aproximativ 85.000 de misiuni de urgență pe an în Finlanda, dintre care incendiile  reprezintă 18%. Potrivit Ministerului de Interne, pompierii finlandezi sting anual aproximativ 12.000 de incendii. Brigăzile de pompieri voluntare au un rol remarcabil în serviciul de salvare a incendiilor și acoperă o mare parte din zona Finlandei.

## Franța
Pompierii francezi sunt numiți sapeurs-pompiers și reflectă natura rurală a multor țări(zone largi cu densitate scăzută a populației), Brigada de pompieri voluntari (SPV, sapeur-pompier volontaire), cu peste 190.000 de pompieri este cea mai mare forță de stingere a incendiilor  în Franța. Pe lângă faptul că sunt chemați de la serviciu pentru a participa la un eveniment, aceștia pot fi în subunitate de pompieri sau în afara programului lor de lucru; orele de intervenție și participare sunt plătite pentru fiecare intervenție. Brigada de pompieri voluntari este o modalitate de a promova cultura protecției civile (apărării civile) și a solidarității în rândul populației. Brigada Profesională de Pompieri (SPP, sapeur-pompier professionnel) numără peste 30.000 de pompieri angajați de departamente și care lucrează în schimburi. În unele orașe profesioniști și voluntari sunt la un loc iar în altele sunt separat.
La Paris și Marsilia, subunitățile de pompieri sunt formate din personal militar, dar sub controlul Ministerului de Interne în mod similar cu jandarmii. Pompieri din Paris (BSPP) are în jur de 7.000 de pompieri, iar Marsilia Marin Batalionul de foc (BMPM) are peste 2.000.

## Germania
Brigăzile de pompieri germane (Feuerwehr) sunt organizate pe bază de oraș/sat, fiecare oraș având cel puțin o brigadă. În Germania există aproximativ 25.000 pompieri în cadrul brigăzilor locale: 24.000 de pompieri voluntari(Freiwillige Feuerwehr), pompieri angajați(Werkfeuerwehr), care protejează în mare parte complexe industriale mari sau aeroporturi, multe brigăzi de pompieri private fără acreditare publică(Betriebsfeuerwehr) și pompieri profesioniști.(Berufsfeuerwehr) obligatoriu prin lege pentru orașele mari. Cu toate acestea, brigăzile profesioniste(publice) sunt adesea susținute și cooperează cu brigăzile de voluntari. Unele brigăzi de voluntari au subunități de pompieri plătiți cu normă întreagă din fondurile comunității locale. În cazuri foarte rare, persoanele private pot fi obligate să participe la un departament de pompieri obligatoriu, dacă nu sunt disponibili suficient pompieri voluntari. 
Pompierii Voluntari sunt structurate în trei categorii de brigadă( Grundausstattung, Stützpunktfeuerwehren, Schwerpunktfeuerwehren), în funcție de mărimea și nivelul de echipamente. Multe brigăzi de pompieri germane nu numai că asigură pompieri, ci operează ca servicii medicale de urgență. Se estimează că vor avea în total 1.300.000 de membri activi.

## Italia
Pompierii italieni sunt numiți Vigili del Fuoco, numele oficial al agenției la nivel național este Corpul Național de Pompieri(Corpo Nazionale dei Vigili del Fuoco), este „agenție instituțională pentru serviciul de pompieri și de salvare. Acesta face parte din Departamentul de Pompieri, Salvare Publică și Apărare Civilă din Ministerului de Interne. Sarcina departamentului este de a salva oameni, animale și bunurilor, de a oferi asistență tehnică specialiștilor din cadrul agențiilor economici și sfaturi de prevenire a incendiilor. De asemenea, aceștia intervin în situații de urgență teroristă, precum atacuri chimice, bacteriologice, radiologice și nucleare.

## Portugalia
În Portugalia, în fiecare oraș sunt înființate departamente de pompieri voluntari: chiar și cele mai mari orașe portugheze au pompieri voluntari pe lângă un serviciu de pompieri de carieră. Departamentele de pompieri sunt bine instruite și bine echipate au sediul în fiecare municipiu portughez. Stingerea aeriană este folosită pe scară largă, în special în pădure. Sunt utilizate sisteme de supraveghere a incendiilor și de monitorizare la distanță pentru aplicații din viața reală, pe lângă avanposturile de supraveghere a incendiilor amplasate în locații strategice. Se aplică legislația privind instalarea și întreținerea detectării și controlului incendiilor în clădiri. La fel ca toate celelalte state membre ale Uniunii Europene sunt programe de protecție civilă, Comisia Europeană gestionează cererile de ajutor în caz de dezastru natural și ține cont de resursele disponibile în statul membru. Portugalia este pregătită să ofere sprijin în operațiunile de stingere a incendiilor din Uniunea Europeană.

## România
La nivel național activitatea este condusă de Inspectoratul General pentru Situații de Urgență(IGSU) (Departamentul Național de Pompieri și Protecție Civilă este o structură subordonată Ministerului Afacerilor Interne care coordonează toate organizațiile implicate în domeniul managementul situațiilor de urgență, în concordanță cu reglementările internaționale.
La nivel teritorial (în județe), filialele se numesc Inspectorate județene pentru situații de urgență (ISU) este o instituție publică (Departament Județean de Pompieri), structură specializată în domeniul apărării împotriva incendiilor și protecției civile constituie în fiecare județ și în municipiul București ca servicii public deconcentrate.
Sarcini: prevenire și gestionare a situațiilor de urgență (stingerea incendiilor, descarcerare și prim-ajutor SMURD, salvarea persoanelor și limitarea pagubelor produse de inundații, alunecări de teren, mișcări seismice, epidemii, epizootii, înzăpeziri, secetă, sau alte tipuri de dezastre naturale).
Serviciile de urgență profesioniste sunt asigurate de către pompierii profesioniști, militari care include și Serviciul Mobil de Urgență, Reanimare și Descarcerare.
I.S.U. coordonează Serviciile publice și private de urgență.